# روابط اسرائیل و صربستان
روابط اسرائیل و صربستان (به انگلیسی: Israel–Serbia relations)، روابط دیپلماتیک بین اسرائیل و صربستان در روز ۳۱ ژانویه ۱۹۹۲ برقرار شد، زمانی که صربستان بخشی از جمهوری فدرال یوگسلاوی (صربستان و مونته‌نگرو) بود. اسرائیل در بلگراد و صربستان در تل آویو دارای سفارت هستند. یوگسلاوی دومین کشور اروپایی بود که در سال ۱۹۴۸ اسرائیل را به رسمیت شناخت. دو کشور دارای روابط اقتصادی و فرهنگی هستند که با مساعدت جامعه قابل توجهی از یهودیان یوگسلاوی سابق در اسرائیل همراه بود. صربستان موافقت کرد که سفارت خود را در ۴ سپتامبر ۲۰۲۰ به اورشلیم منتقل کند اما پس از اینکه کوزوو از سوی اسرائیل به عنوان یک کشور مستقل شناخته شد و صربستان با این موضوع مخالف بود، تصمیم خود مبنی بر انتقال سفارت به اورشلیم را لغو کرد.

## روابط اقتصادی

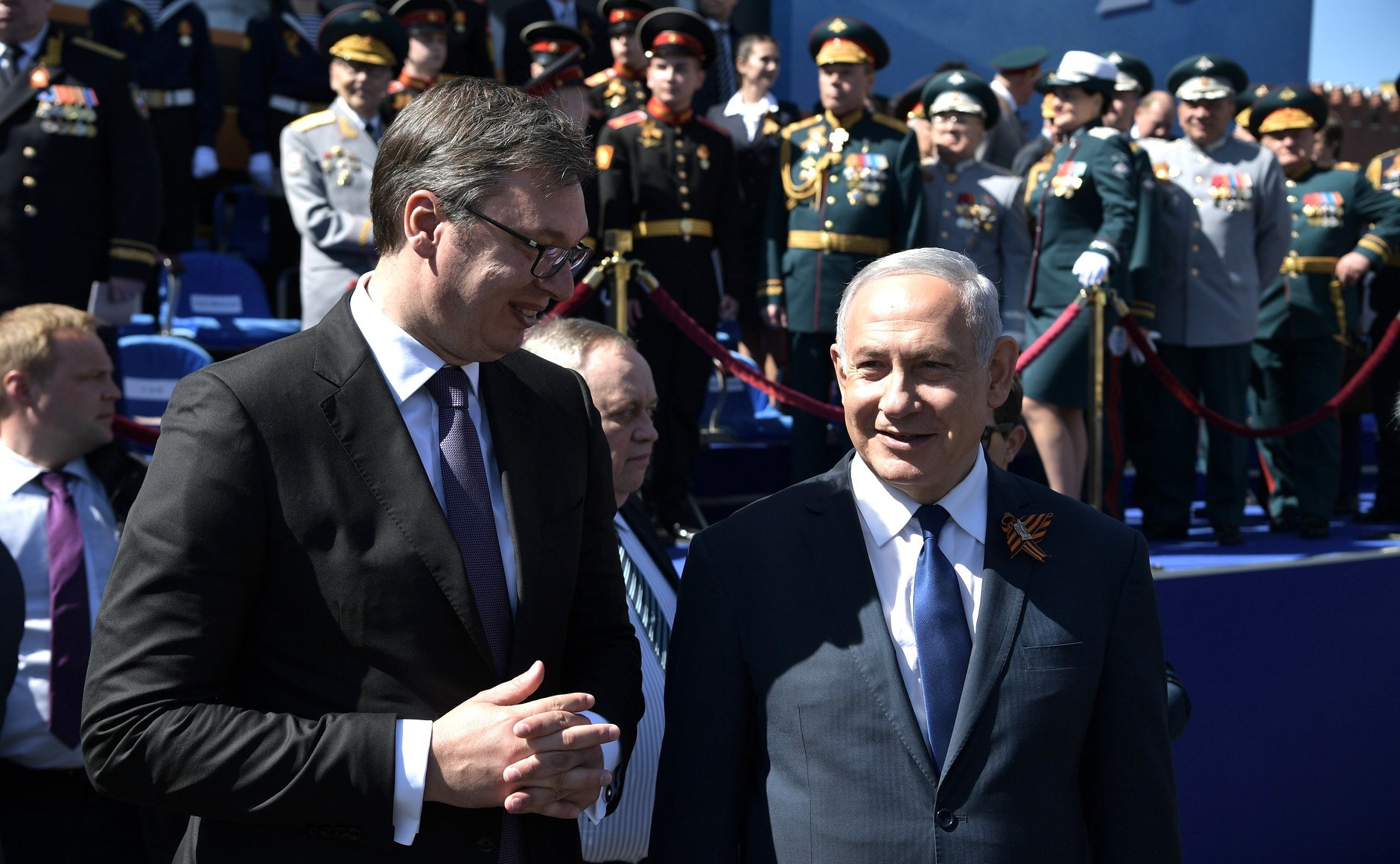
بنیامین نتانیاهو، نخست‌وزیر اسرائیل و الکساندر ووچیچ رئیس‌جمهور صربستان در رژه روز پیروزی مسکو، سال ۲۰۱۸.

روابط اقتصادی بین اسرائیل و صربستان از سال ۲۰۰۹ به سرعت در حال گسترش بوده است که بخشی از آن به دلیل لغو محدودیت‌های روادید بین دو کشور در ماه سپتامبر همان سال است. در روز ۱ فوریه ۲۰۱۲، رئیس‌جمهور صربستان ، بوریس تادیچ، طی مراسمی به مناسبت گذشت ۲۰ سال از تجدید روابط دیپلماتیک، اشاره کرد که شرکت‌های اسرائیلی بیش از یک میلیارد یورو در زیرساخت‌های صربستان سرمایه‌گذاری کرده‌اند.
در ماه اکتبر ۲۰۰۹، ایویتسا داچیچ، وزیر کشور صربستان از اسرائیل بازدید کرد و طی آن توافقنامه‌ای بین دو دولت مبتنی بر همکاری در زمینه مبارزه با جرم و جنایت، تجارت غیرقانونی و سوء استفاده از مواد مخدر و روانگردان، تروریسم و سایر اقدامات جنایی با اهمیت امضا شد.